# I Go Swimming
I Go Swimming ist ein Lied des britischen Pop-Rock-Musikers Peter Gabriel aus dem Jahr 1983.

## Entstehung und Veröffentlichung
I Go Swimming entstand als Studioaufnahme bereits 1979 während der Aufnahmesessions für das Album Peter Gabriel (Melt) von 1980 in Gabriels eigenem Tonstudio in Ashcombe House, Swainswick, Somerset, Vereinigtes Königreich. Das Lied schaffte es jedoch nicht in die Endauswahl für das Album.
I Go Swimming wurde von Peter Gabriel am 16. Juli 1982 bei dem ersten WOMAD-Festival im Showering Pavillon des Royal Bath and West Showground (Somerset, UK) live gespielt. Der gesamte Auftritt wurde am 8. August 2025 als Album Live at WOMAD 1982 digital veröffentlicht.
Für das Livealbum Plays Live von 1983 wurden Aufnahmen von Konzerten verwendet, die im Herbst 1982 in den USA im Mittleren Westen stattfanden. Auf diesem wurde der Song am 8. Juni 1983 von Charisma Records veröffentlicht.
I Go Swimming wurde im gleichen Jahr auch als Single zusammen mit der Live-Version von Solsbury Hill veröffentlicht. Am 6. Juli 1987 wurde eine Instrumental-Studioaufnahme unter dem Namen GA-GA (I Go Swimming instrumental) auf der B-Seite der Single des Liedes Red Rain veröffentlicht.

## Verwendung
Die ursprüngliche Studioaufnahme ist in einer überarbeiteten Version auf dem Soundtrack des Film-Dramas Hard to Hold – Keine Zeit für Zweisamkeit von Larry Peerce mit Rick Springfield in der Hauptrolle aus dem Jahr 1984 zu hören.

## Inhalt und Bedeutung
Der Liedtext zu Peter Gabriels Lied I Go Swimming handelt von der heilenden und befreienden Kraft des Wassers und lädt den Hörer ein, sich auf eine persönliche Entdeckungsreise in das Unbekannte zu begeben.

## Mitwirkende

### Musiker
(Quellen:)
- Larry Fast – Synthesizer, Piano, Keyboards
- Peter Gabriel – Hauptgesang, Synthesizer, Piano
- Tony Levin – Bassgitarre, Chapman Stick, Begleitgesang
- Jerry Marotta – Schlagzeug, Percussion, Begleitgesang
- David Rhodes – E-Gitarren, Begleitgesang

### Technisches Personal
- Greg Fulginiti – Mastering
- Peter Gabriel – Musikproduzent, Songwriter
- Amando Gallo – Fotografie
- Neil Kernon – Aufnahmetechniker, Toningenieur
- Peter Walsh – Produktion, Tontechnik, Schnitt, Abmischen, „Schummeln“
- Peter Woolliscroft – Mastering-Ingenieur